# جمهور بن مرار العجلي
جَمْهُور بن مرَّار العجلي (توفي سنة 138هـ / 755 أو 756م) هو قائدٌ عسكريٌ عبَّاسي، أرسله الخليفة أبو جعفر المنصور لقتال سنباذ الفارسي وتمكن من القضاء على أتباعه في معركة دامية خلال أواخر سنة 137هـ / منتصف 755م. طمع العجلي بخزائن أبو مسلم الخراساني الثمينة، وأبقاها إليه ولم يرسلها للخليفة كما يجب، فأرسل إليه الخليفة جيشًا تمكن من هزيمته لاحقًا، ليُقتل العجلي لاحقًا على يد أصحابه.

## انتصاره على سنباذ وتمرُّده على المنصور
حين ثار سنباذ في خُراسان وسيطر على مساحة واسعة حتى وصل الرَّي في سنة 137هـ / 755م، انتدب الخليفة المنصُور قائده جمهور بن مرَار العِجْلي لمُحاربة سنباذ، ليوقع بأنصاره خسارة ثقيلة بين همذان والرَّي. هرب سنباذ من الواقعة نحو طبرستان ليحتمي بالأصبهبذ خورشيد إلا أنه قُتل على يد أنصاره في ذي القعدة سنة 137هـ / مايو 755م. بعد نهاية المعركة، قام بإحصاء ما لدى عسكره وكان بينهم خزائن أبي مُسلم الثَّمينة، فطمع فيها ولم يُوجَّهها إلى أبو جعفر، ثم قرر خلعه.

## هزيمته ومقتله
حين علم الخليفة باستئثار العجلي بخزائن أبي مُسلم الثمينة، غضب وأرسل إليه القائد محمَّد بن الأشعث الخُزاعي على رأس جيشٍ عظيم نحو الرَّي، فهرب منها العجلي نحو أصبهان وتحصَّن فيها، فأرسل إليه الخُزاعي عسكرًا من جيشه من الرَّي، فأشار بعض أصحاب العِجلي عليه أن يسير مع نُخبة جنده من العجم نحو الرَّي بعد أن قالوا له بقلة جنده، فإنه إن ظفر به لم يكن لمن بعده بقيَّة. أبلغت العُيون والجواسيس الخُزاعي بما ينوي العجلي فعله في التوجه إليه وهو في قِلَّة، فحذر واحتاط، واستدعى بعسكر من خُراسان ليُقوي جبهته، فالتقوا بقصر الفيروزان بين الرَّي وأصبهان، واقتتلوا اقتتالًا عظيمًا في سنة 138هـ / 755 أو 756م، حتى انهزم جمهور العِجْلي وفرَّ من الواقعة نحو أذربيجان، إلا أن بعضًا من أصحابه قاموا بقتله في إسباذروا، وحملوا رأسه إلى الخليفة أبو جعفر.

### فهرس المنشورات
1. ↑  إلهامي (2013)، ص. 282.
2. ↑  العاني (1981)، ص. 325-327.
3. ↑  ابن الأثير (2005)، ص. 796-797.
4. 1 2 3  ابن الأثير (2005)، ص. 797.

### معلومات المنشورات كاملة
الكتب مرتبة حسب تاريخ النشر
- حسن فاضل العاني (1981)، سياسة المنصور أبي جعفر الداخلية والخارجية، بغداد، OCLC:4770734406، QID:Q126164117{{استشهاد}}:  صيانة الاستشهاد: مكان بدون ناشر (link)
- محمد بن جرير الطبري (2004). تاريخ الأمم والملوك، تاريخ الطبري: طبعة مقدم لها بتوضيح في أسانيد الطبري وبيان المؤاخذات عليها، وصححت النسخة على أصح النسخ الموجودة، وخدمت بفهارس للآيات وفهارس للأحاديث، وفهارس للموضوعات. مراجعة: أبو صهيب الكرمي. عَمَّان: بيت الأفكار الدولية. ISBN:978-9957-21-152-3. OCLC:956977290. QID:Q123224476.
- ابن الأثير الجزري (2005)، الكامل في التاريخ، مراجعة: أبو صهيب الكرمي، عَمَّان: بيت الأفكار الدولية، OCLC:122745941، QID:Q123225171
- محمد إلهامي (2013)، العباسيون الأقوياء: رحلة العباسيين منذ بداية الثورة وحتى نهاية عصرهم الذهبي، رحلة الخلافة العباسية (1) (ط. 1)، القاهرة: مؤسسة اقرأ، OCLC:908114750، QID:Q126202684